# پروژه لارامی (فیلم)
پروژه لارامی (به انگلیسی: The Laramie Project) فیلمی محصول سال ۲۰۰۲ و به کارگردانی مویس کافمن است. در این فیلم بازیگرانی همچون نستر کاربونل، کریستینا ریچی، دیلن بیکر، تری کینی، مارک وبر، لورا لینی، پیتر فوندا، جرمی دیویس، کمرین منهایم، کلیا دووال، فرنسیس استرنهیگن، مایکل امرسون، سامر فینیکس، مارگو مارتیندال، استیو بوشمی، جنین گرافلو، جاشوا جکسون، بن فاستر، ایمی مدیگان، تام باور، کلنسی براون، کاتلین چالفنت، بیل اروین و لوئیس اسمیت ایفای نقش کرده‌اند.